# 동숭동연가 (뮤지컬)
《동숭동연가》는 극단 맥토가 제작해 1993년 4월 12일~4월 25일에 문예회관 대극장에서 공연한 대한민국 뮤지컬이다. 2004년에는 속편인 <동숭동연가2>가 공연되었다.

## 줄거리
귀에 익은 노래들과 음악들로 소란한 동숭동의 밤거리.
초상화를 그리는 사람들, 관상을 보는 사람들, 연극인, 그리고 내일의 스타를 꿈꾸는 무명가수, 연인들, 노점상들, 경찰관, 취객들의 다양한 모습들이 어우러지며 동숭동의 새벽은 밝아온다. 희뿌연 아침안개 사이로 청소부 이씨와 그의 아내 양씨가 어질러진 거리를 쓸고 지나가면 이 거리의 터줏대감인 생맥주집 성주 아저씨가 하품을 하면서 빈 맥주상자를 들고 나온다. “오늘도 기막힌 날씬데”하는 성주아저씨의 혼잣말 위로 “오늘도 연극쟁이한테 외상주면 이혼이유!”하는 안성주의 밉살스런 소리가 들린다.

삼수생 유하영은 출산으로 입원한 고모를 대신해서 고모 꽃가게 일을 거들기위해 아침 일찍 꽃시장에 가서 꽃을 잔뜩 사들고 오다가 자전거를 타고 오는 진수와 부딪친다. 진수는 생계 때문에 대학로에서 테이프 노점을 하며 노래연습을 하는 가수지망생이다. 한눈에 하영에게 반한 진수는 하영의 꽃들을 가게까지 운반해주며 관심을 보이고 그런 호의가 싫지만은 않은 하영. 자신의 노점은 관상보는 정도령에게 맡기고 매일 꽃가게 앞에서 사랑의 세레나데를 부르는 진수.
거리의 화가인 환섭은 뮤지컬 단역배우인 명희에게 반해서 사랑을 고백하지만 스타를 꿈꾸는 명희는 그런 환섭의 태도에 쌀쌀맞게 대하며 취재온 피디에게 접근을 한다. 자신의 진심을 외면당한 환섭이 실망하여 거리로 돌아오는데 예전에 함께 일했던 일당 중에 한 명이 환섭에게 모사하는 일을 하라며 돈으로 꼬드기지만 예술혼을 돈에 팔지 않겠다며 그런 그를 쫓아버리는 환섭.
밤거리와는 다른 활기없고 조용하기만 한 동승동의 낮거리. 그러나 그런 곳에 활기를 넣는 것은 바로 진수들이다. 그들은 사람들의 시선에 구애됨 없이 춤도 추고 노래도 하고 때로는 방황하는 10대들의 상담자역도 하면서 하루를 보낸다. 그런 진수의 모습에서 더욱 진실함을 느끼는 하영. 하영의 꽃집에선 두 사람의 사랑이 무르익는다. 어느날 명희에게 가수매니저란 인물이 스타를 만들어 주겠다며 명희에게 접근해 온다. 명희는 단역으로 출연하던 연극을 중도에서 그만둔 채 매니저에게 가지만 매니저는 명희를 유흥업소로 팔아넘겨 버린다. 명희로 인해 방황하고 괴로워하는 환섭은 술에 취해 밤거리를 헤매고 그런 그를 말리다가 청소부 이씨가 교통사고를 당한다.
병원비가 막연한 이씨를 위해 거리 식구들이 모두 나서서 묘안을 생각해 보지만 뾰족한 수가 생각나지 않는다. 그 모습을 숨어서 지켜보던 환섭은 슬그머니 사라진다. 유흥업소에 팔려간 명희는 간신히 탈출을 하여 연극무대로 돌아오지만 연출가는 명희를 받아주지 않는다. 절망하는 명희를 다독이는 배우들, 그리고 꽃배달을 왔던 하영이 명희를 위로하면서 참사랑은 항상 옆에 있는 것이라고 말해주며 환섭의 진실된 맘을 깨닫게 해준다. 병원비를 위해 학교를 그만두고 술집에서 일을 하겠다는 이씨의 아들을 나무라며 현실적으로 도와주지 못하는 것이 안타까운 거리식구들에게 하영이 자선공연을 제안한다. 모두가 만장일치로 자선공연을 찬성하는데 환섭이 나타나 거액의 돈을 거리식구들 앞에 내놓는다. 그림을 모사해 주기로 하고 받은 돈이라는 것을 직감한 진수는 환섭을 비난하며 돈을 받지 않고 하영은 그런 진수에게 좀 더 넓은 포용력으로 환섭의 아픔까지도 안으라고 충고하며 꽃집으로 사라진다. 자선공연은 생각만큼 쉽지 않아 지리멸렬하게 되어 거리식구들이 뿔뿔이 흩어지고 성주아저씨는 뭔가 골똘히 생각하다 어딜 간다며 사라진다. 정도령과 단둘이 남게 된 진수. 그러나 모사일을 하지 않고 무대 그림을 그리겠다며 다시 나타난 환섭을 힘껏 껴안는 두 사람.
세 사람이 힘들게 세트를 만들고 있는데 하영에게 환섭의 소식을 들은 명희가 온다. 자리를 비켜주는 정도령과 진수. 묵묵히 세트를 세우고 있는 환섭에게 명희가 다가온다. 사랑의 이중창이 무대를 수놓으면 서로의 시선이 마주 치면서 서로 포옹을 하는데 세트가 와장창 무너지며 숨어서 보고있던 정도령이 엉덩방아를 찧으며 겸연쩍어 한다. 드디어 자선공연의 막이 오르는데 성주 아저씨가 고설봉을 비롯하여 많은 배우들을 데리고 나타난다.
“이런 좋은 일에 우리가 빠져서 되나. 우리 공연보다 더 잘해 보자구!” 고설봉씨의 격려에 모두 환호하는 거리식구들. 목발을 짚고 아내의 손에 이끌려 공연장에 온 이씨, 그 모습에 새삼 눈시울이 붉어진다. 거리 식구들의 ‘거리사랑’의 노래소리가 사람들 사이로 퍼져 나가면서 서서히 막이 내린다.

## 출연진
- 고설봉 - 배우 역
- 정진 - 이씨 역
- 조용태 - 매니저 역
- 송용태 - 성주 역
- 임일애 - 안성주 역
- 장기용 - 연출가 역
- 이기열 - 정도령 역
- 박철호 - 환섭 역
- 이정화 - 명희 역
- 임창정 - 진수 역
- 윤영아 - 하영 역
- 백경희  - 양씨 역
- 이승호 - PD 역
- 홍미희 - 노점상 역
- 황병학 - 노점상 역
- 정정아 - 석이 역
- 신미랑 - 배우 역
- 김선호 - 배우 역
- 곽영숙 - 배우 역
- 강옥순 - 배우 역
- 최일규 - 배우 역
- 진태순 - 배우 역
- 방현경 - 배우 역

## 스태프
- 연출 - 이종훈
- 극본 - 오은희
- 작·편곡 - 최종혁
- 안무 - 서병구
- 음악감독 - 강대진
- 미술 - 송관우
- 조명 - 이강준
- 음향 - 한동근
- 분장 - 김종한
- 조연출 - 김화진,이애란
- 무대감독 - 김영수

## 평론
극단 ‘맥토’의 창단 20주년 기념공연이기도 한 이번 공연은, 한국뮤지컬의 봄소식을 알린 공연이라 할만큼 여러 가능성을 보여준 작품으로 주목된다. <동숭동 연가>는 동숭동 거리의 다양한 삶-초상화를 그리는 사람, 관상을 보는 사람, 무명가수, 연극인들, 연인들, 노점상들, 맥주집 주인, 그리고 그 거리를 쓰는 청소부 등의 단편적인 삶의 스케치이다. 무명화가 환섭과 스타 지망생인 여배우 명희 및 가수 지망생인 진수와 꽃집아가씨 하영과의 사랑을 주축으로, 인생의 꿈과 그 좌절과 희망을 따뜻하게 그리고 있다.
우선 작품의 뮤지컬적인 구성이 돋보였다. 주제의 가벼운 터치, 해피엔딩, 속도감 있는 진행, 감미로운 음악, 현란한 춤 등 브로드웨이 뮤지컬의 정통적 면모를 갖추었다. 특히 작곡 부분에 있어서 작품을 대표할 만한 주요 노래가 있었다는 것은 특기할 만하다. 창작극으로 이만한 수준의 작품을 구성했다는 것은, 전면적으로 서구 브로드웨이식 뮤지컬의 수용이 일단 정착했다는 청신호로 받아들일 수 있겠다.
뿐만 아니라 “듣는 즐거움과 보는 즐거움을 우선”으로 하였다는 연출의 의도처럼, 기본적으로 노래와 춤 연기가 수준급이었다. 종래 뮤지컬의 경우 그 노래가 잘 들리지 않거나 위태로운 경우가 대부분으로 음악 자체를 즐기기까지에는 못 미쳐 항상 뮤지컬 배우의 빈곤을 절감하곤 했었다. 이번에 주역을 맡았던 박철호(환섭 역), 이정화(명희 역), 임창정(진수 역), 윤영아(하영 역) 등은 뮤지컬 스타로서의 유망주로 기대된다. 또한 이들과 합창 등 전체적인 연기의 앙상블도 좋았다.
다만 아쉬웠던 것은 라이브 반주는 아니었더라도 음향조절이 좀더 일관성이 있었더라면 음악이 한층 감미로웠으리라 생각된다. 또 발랄한 춤으로 일관된 볼거리에, 어떤 결정적인 스펙터클한 장관이 제공되었더라면 좀더 강렬한 뮤지컬의 진수를 맛볼 수 있지 않았을까 아쉽다. 이러한 아쉬움이 미미하게 생각되는 것은, 이번 공연이 기본적인 뮤지컬 공연의 기초를 갖추었다는 점이다. 세계적으로 대중적 연극의 추세가 뮤지컬로 나가고 있는 요즈음, 이번 공연은 우리 연극계에 서구 뮤지컬의 가능성을 확고하게 했다는 의의가 크다.
(<주간조선>, 이미원, 1993년 5월 13일, '브로드웨이 뮤지컬의 정통적 수용')
거리의 화가 환섭은 뮤지컬 단역 명희에게 사랑을 고백하지만 스타를 꿈꾸는 그녀는 그를 거절한다. 청소부의 교통사고와 그의 병원비를 마련하기 위한 동숭동 식구들의 자선공연이 환섭과 명희를 중심으로 펼쳐지고, 드디어 둘은 해피엔딩, 청소부 이씨는 목발을 짚고 나와 다 함께 ‘거리사랑’ 노래를 부르며 막을 내린다.
뮤지컬의 줄거리는 사랑과 좌절, 우여곡절 끝에 행복한 결말이라는 단순하고 감상적인 이야기가 보통이고, <동숭동 연가> 역시 이 범주에 들지만 이번 재공연은 어떻게 줄거리를 보다 짜임새 있게 꾸미고 극 중반의 처지는 부분을 활력있게 재생시키느냐가 관건이다. 하지만 최종혁의 작곡과 서병구의 안무가 어우러지는 속에 뮤지컬 연출의 베테랑 이종훈의 매끄러운 솜씨는 동숭동의 발랄한 삶을 충분히 느낄 수 있게 한다. 거기에 중견 배우 송용태·정진의 가세는 극을 한층 탄탄하게 해 준다.
(<시사저널>, 한상철, 1994년 1월 20일, '동숭동 예술의 서막을 알리는 뮤지컬' 